# Trofeo de Campeones de la Superliga Argentina
El Trofeo de Campeones de la Superliga Argentina fue una copa nacional de fútbol, organizada por la Asociación del Fútbol Argentino a través de la Superliga, cuya única edición fue la de 2019. Enfrentó a los campeones de la Superliga Argentina y de la Copa de la Superliga Argentina.

## Historia
La primera y única edición enfrentó a Racing Club, campeón de la Superliga 2018-19, y a Tigre, campeón de la Copa de la Superliga 2019. El partido se jugó el 14 de diciembre de 2019, en el Estadio José María Minella de Mar del Plata, con triunfo de Racing Club por 2-0.
La segunda edición del torneo, que tenía preclasificado a Boca Juniors como campeón de la Superliga 2019-20, fue cancelada luego de que la Copa de la Superliga 2020 fuera suspendida definitivamente por la pandemia de covid-19, sumado a la posterior disolución de la entidad organizadora.

## Edición
| Edición | Campeón          | Resultado | Subcampeón  | Sede del partido                          |
| ------- | ---------------- | --------- | ----------- | ----------------------------------------- |
| 2019    | Racing Club (PD) | 2 - 0     | Tigre (CSL) | Estadio José María Minella, Mar del Plata |

(PD): Campeón de la Primera División.
(CSL): Campeón de la Copa de la Superliga.

## Palmarés
| Equipo      | Título | Edición campeón |
| ----------- | ------ | --------------- |
| Racing Club | 1      | 2019            |

## Estadísticas

### Goleadores por edición
| Edición | Jugador      | Equipo      | Goles |
| ------- | ------------ | ----------- | ----- |
| 2019    | Matías Rojas | Racing Club | 2     |